# Никодим (Милонас)
Митрополи́т Никоди́м (греч. Μητροπολίτης Νικόδημος, в миру Нео́фитос Милона́с, греч. Νεόφυτος Μυλωνάς; 1889, Лимния, Аммохостос — 13 сентября 1937, Иерусалим) — епископ Кипрской православной церкви, митрополит Китийский.

## Биография
В 1911 году митрополитом Киринейским Кириллом (Василиу) был рукоположён в сан диакона, после служил в храме святой Марины в Петролини.
В 1915 году окончил богословский факультет Афинского университета.
21 марта 1917 года митрополитом Пафским Иаковом (Андзулатосом) был рукоположён в сан священника. 25 марта того же года в храме Панагия Фанеромени в Никосии был хиротонисан во хорепископа Саламинского. Хиротонию совершили архиепископ Кипрский Кирилл III, митрополит Пафский Иаков (Андзулатос) и митрополит Китийский Мелетий (Метаксакис).
Будучи хорепископом Саламинским, выступал против ростовщиков и мухтаров (возглавлявших сельские общины), пропагандировал сберкассы, крестьянские банки и кооперативы. В октябре 1917 года опубликовал в журнале Китийской митрополии «Eκκλησιαστικός Kήρυξ» статью «Η κατάστασις του λαού» (положение народа), где из под пера кипрского клирика впервые прозвучало суждение о духовном, социальном и экономическом обнищании народа Кипра. Эту статью Савва Христос однажды описал, как первый социалистический текст, опубликованный на Кипре.
После бегства с Китийской кафедры Мелетия (Метаксакиса), был 13 июня 1918 года назначен митрополитом Китийским.
Став депутатом Законодательного совета, он выступал по актуальным политическим и социальным вопросам, в том числе за отмену выплачиваемого Турции налога подданства, по поводу развития кооперативного движения, против подчинения школ британским властям и др.
17 октября 1931 года, он призвал к протестам по всему Кипру против англичан, которые имели к этому времени взяли в свои руки образование, ввели высокие налоги и неоднократно игнорировали стремление греков-киприотов к эносису с Грецией.
Три дня спустя, митрополит Никодим, который в знак протеста подал в отставку с должности в парламенте, обратился к народу Кипра на стадионе ГСО в Лимасоле снова призвал к бойкоту и отказу от сотрудничества с властями. Его слова побудили народ Кипра на следующий день 21 октября 1931 года, двинуться на особняк губернатора в Никосии, и после драки с полицией, забросали его камнями его и в конце концов подожгли. Вскоре протесты распространились по всему острову.
Британские власти отреагировали на это применением силы, убив 15 демонстрантов и ранив 60. Митрополит Никодим был арестован и сослан в Иерусалим, где он скончался 13 сентября 1937 года.
В 1950 году митрополиту Никодиму был открыт памятник возле здания Митрополии.